# Navigationssällskapet, Stockholm

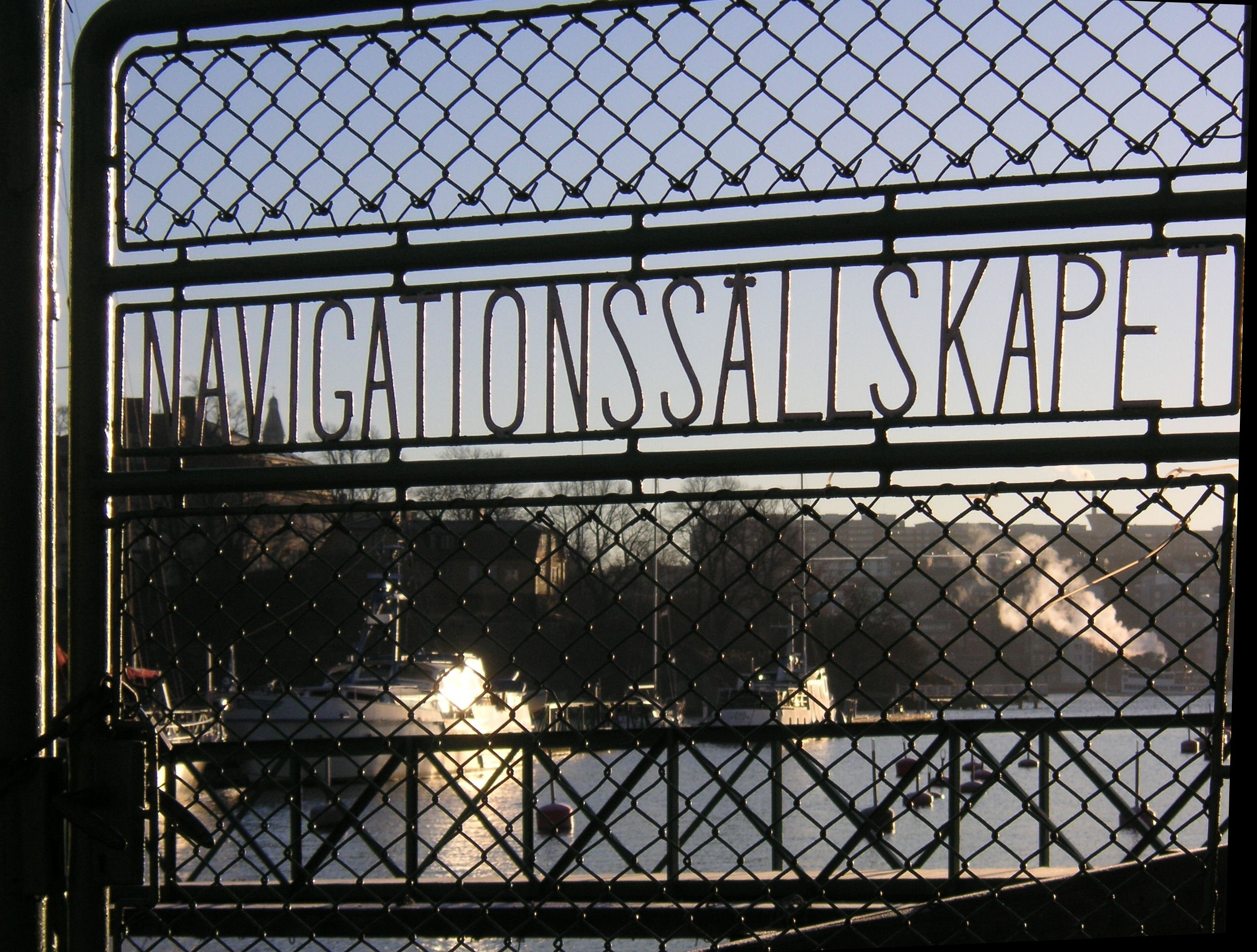
Navigationssällskapets smidesgrind 2007.

Navigationssällskapet (kort Navis) är en ideell förening vid Ryssviken på Södra Djurgården i Stockholm. Föreningen vänder sig till personer som är intresserade av navigation och båtliv. För medlemmar tillhandahåller Navis liggplatser för fritidsbåtar i en egen båthamn i Ryssviken.
Navigationssällskapet bildades 1922 när båtliv blivit allt populärare. Det fanns behov av en organisation för att främja utbildning i navigation och sjömanskap. Flera av grundarna var yrkesmän på sjön som redan tidigare enskilt ägnat sig åt att utbilda privatpersoner. 1927 hade man utarbetat kursplaner och i Sällskapets regi leddes kurser i inom- och utomskärsnavigation och båtkunskap. Sedan dess har det varit Navigationssällskapets huvudsyfte att verka för säkerhet och trafikkultur på sjön och för ökade kunskaper i navigation, om båtar och motorer, och sedermera även om tekniskt avancerad navigationsutrustning. 